# Гулынское сельское поселение
Гулынское се́льское поселе́ние — муниципальное образование в Старожиловском районе Рязанской области Российской Федерации.
Административный центр — посёлок Рязанские Сады.

## История
Статус и границы сельского поселения установлены Законом Рязанской области от 7 октября 2004 года № 98-ОЗ «О наделении муниципального образования Старожиловский район статусом муниципального района, об установлении его границ и границ муниципальных образований, входящих в его состав»

## Население
| 2010  | 2012  | 2013  | 2014  | 2015  | 2016  | 2017  |
| ----- | ----- | ----- | ----- | ----- | ----- | ----- |
| 1498  | ↗1504 | ↗1508 | ↘1504 | ↘1490 | ↗1495 | ↘1449 |
| 2018  | 2019  | 2020  | 2021  |       |       |       |
| ↘1445 | ↘1428 | ↘1419 | ↘1295 |       |       |       |

## Состав сельского поселения
| №  | Населённый пункт   | Тип населённого пункта          | Население |
| -- | ------------------ | ------------------------------- | --------- |
| 1  | Акуловский Участок | деревня                         | 48        |
| 2  | Асташово           | село                            | ↘20       |
| 3  | Большое Кожухово   | деревня                         | 21        |
| 4  | Гулынки            | село                            | ↘254      |
| 5  | Ефремово           | деревня                         | 0         |
| 6  | Лысцево            | деревня                         | 8         |
| 7  | Малое Кожухово     | деревня                         | 6         |
| 8  | Музалево           | село                            | ↘94       |
| 9  | Рязанские Сады     | посёлок, административный центр | 1033      |
| 10 | Харламово          | деревня                         | 0         |